# Râul Valea Floriilor
Râul Valea Floriilor este un curs de apă, afluent al râului Valea Mare. 

## Hărți
- Harta Județului Constanța